# 西康扁桃
西康扁桃（学名：Prunus tangutica）为蔷薇科李属的植物，为中国的特有植物。分布在中国大陆的甘肃、四川等地，生长于海拔1,500米至2,600米的地区，多生长于山坡向阳处或溪流边，目前尚未由人工引种栽培。

## 别名
唐古特扁桃（经济植物手册）